# Familie Flöz
Familie Flöz est un collectif berlinois créé en 1994, composé de professionnels du théâtre : comédiens, mimes, clowns, musiciens, metteurs en scène, danseurs, créateurs de masques...

## Historique
Initié par Hajo Schüler, Markus Michalkowski et Michael Vogel, un petit groupe d'acteurs et de mimes de la faculté d'arts dramatique de la Folkwang-Hochschule à Essen en Allemagne, montent une pièce Flöz et fils qu'ils présentent avec succès au Festival de comédie de Cologne. La troupe redéveloppe le théâtre de masques.
En 1996, Familie Flöz commence à connaître le succès en Allemagne où il enthousiasme par son mélange d'acrobatie, de musique, de clownerie et de masques. La troupe est invitée dans de nombreux festivals, la presse est conquise et elle est récompensée par de nombreux prix dont le Theaterzwang 96, le prix du festival international de Coblence, le North Rhine-Westphalian du festival des théâtres indépendants. 
Dès la création en 1998 de la deuxième pièce, Restorante Immortale, la troupe abandonne l'utilisation du langage, pour ne garder que le jeu visuel, les sons et la musique. Familie Flöz maîtrise l'art de tout dire sans parole. 
Chaque pièce est développée collectivement. Le groupe s'emploie à donner vie à des masques rigides pour créer des personnages et raconter des histoires qui touchent et captivent les grands comme les petits.
Dès lors, la troupe crée d'autres spectacles qui tournent partout en Europe, en Chine, en Inde, dans 34 pays.
En 2013, est créé le Studio Flöz, quartier de Weissensee (Berlin), centre international de formation au théâtre physique.

## Prix
- 2013 – Off Critic Prize, Festival Avignon
- 2012 – Publikumspreis Euro–scene Leipzig
- 2010 – Schwerter Kleinkunstpreis for Hotel Paradiso
- 2008 – Jurypreis Festival Mostra Internacional de Teatro de Ribadavia
- 2008 – Prix du Public, Festival Anjou, Angers
- 2008 – Grand Prix de la Jury, Festival Anjou, Angers
- 2007 –Schwerter Kleinkunstpreis für Teatro Delusio
- 2006 –Prix spécial du Jury, Festival Mimos
- 2004 –AZ Stern München
- 2004 –Tz Rose München
- 2001 –Cavalcade Edinburgh Festival
- 1998 –AZ Stern München
- 1998 –Tz Rose München
- 1996 –Theaterzwang NRW
- 1996 –Hannoverscher Querkunstpreis
- 1995 –Gauklerpreis Koblenz

## Spectacles
- 1995 – Flöz & Söhne
- 1996 – Familie Flöz kommt Über Tage
- 1998 – Ristorante Immortale
- 2000 – TWO% – happy hour
- 2001 – TWO% – homo oeconomicus
- 2003 – Navigazioni
- 2004 – Teatro Delusio
- 2006 – Infinita
- 2008 – Hotel Paradiso
- 2010 – Garage D’Or
- 2012 – Garage D’Or (Neuinszenierung)
- 2014 - Haydi!
- 2020 - Dr. Nest

### Filmographie
- Martin Uhrmeister, Hinter der Maske (2012, Derrière les masques), Arte/WDR